# Puchar Irlandii w piłce nożnej kobiet
Puchar Irlandii w piłce nożnej kobiet – (pełna nazwa (ang.):The Football Association of Ireland Women's Cup, w skrócie FAI Women's lub od nazwy sponsora The Evoke FAI Womens Cup) coroczne, cykliczne rozgrywki piłkarskie o charakterze pucharowym, w których uczestniczą kluby zrzeszone w Irlandzkim Związku Piłki Nożnej (Women's association football in the Republic of Ireland). Zostały zainaugurowane w 1975 roku.

## Finały Pucharu Irlandii[1]
| Sezon | Zdobywca                  | Wynik         | Finalista                       |
| ----- | ------------------------- | ------------- | ------------------------------- |
| 1975  | Limerick                  | 2 – 1         | C.S.O. Dublin                   |
| 1976  | Dublin Castle             |               | Waterford                       |
| 1977  | Suffragettes              |               | Avengers Dublin                 |
| 1978  | Dublin Castle             |               | Green Angels Dublin             |
| 1979  | Dublin Castle             |               | Avengers Dublin                 |
| 1980  | Suffragettes              | 4 – 1         | Rathfarnham United              |
| 1981  | Suffragettes              |               | Rathfarnham United              |
| 1982  | Dublin Castle             | 5 – 0         | Cork Celtic F.C.                |
| 1983  | Glade Celtic              | 2 – 0         | Dublin Castle                   |
| 1984  | Dublin Castle             | 2 – 2         | Killeady/Cork Rangers           |
| 1985  | Rathfarnham United        | 2 – 2 , 2 - 0 | Belvedere F.C.                  |
| 1986  | Dublin Castle             |               | Benfica W.S.C. Waterford        |
| 1987  | Benfica W.S.C.            | 3 – 2         | Boyne Rovers                    |
| 1988  | Rathfarnham United        |               |                                 |
| 1989  | Benfica W.S.C.            | 4 – 2         | Rathfarnham United              |
| 1990  | Rathfarnham United        |               | Boyne Rovers                    |
| 1991  | Rathfarnham United        |               | Belvedere F.C.                  |
| 1992  | Welsox F.C                |               | Benfica W.S.C.                  |
| 1993  | Benfica W.S.C.            | 0 – 1, 3 - 0  | College Corinthians A.F.C.      |
| 1994  | Welsox                    |               | Werona                          |
| 1995  | Rathfarnham United        |               | College Corinthians             |
| 1996  | Castle Rovers             |               | O'Connell Chics                 |
| 1997  | Shamrock Rovers F.C.      | 4 - 0         | Shelbourne FC                   |
| 1998  | Shamrock Rovers F.C.      |               | Listowel Celtic                 |
| 1999  | Shamrock Rovers F.C.      | 2 - 0         | Shelbourne FC                   |
| 2000  | Shamrock Rovers F.C.      |               | Bealnamulla                     |
| 2001  | Shamrock Rovers F.C.      | 3 - 1         | St Catherine's L.F.C.           |
| 2002  | University College Dublin | 2 - 1         | Shamrock Rovers F.C.            |
| 2003  | University College Dublin | 2 - 0         | Lifford Clare                   |
| 2004  | University College Dublin | 4 - 1         | Dundalk L.F.C                   |
| 2005  | Dundalk L.F.C             | 1 - 0         | Peamount United F.C.            |
| 2006  | Mayo Women's League       | 1 - 0         | University College Dublin       |
| 2007  | Galway W.F.C.             | 1 - 0         | Raheny United L.F.C.            |
| 2008  | St Francis L.F.C.         | 2 - 1         | Peamount United F.C.            |
| 2009  | St Francis L.F.C.         | 1 - 0         | St Catherine's L.F.C.           |
| 2010  | Peamount United F.C.      | 4 - 2         | Salthill Devon F.C.             |
| 2011  | St Catherine's L.F.C.     | 3 - 1         | Wilton United                   |
| 2012  | Raheny United F.C.        | 2 - 1         | Peamount United F.C.            |
| 2013  | Raheny United F.C.        | 3 - 2         | Castlebar Celtic W.F.C.         |
| 2014  | Raheny United F.C.        | 2 - 1         | University College Dublin Waves |
| 2015  | Wexford Youths W.F.C.     | 2 - 2         | Shelbourne FC                   |
| 2016  | Shelbourne FC             | 5 - 0         | Wexford Youths W.F.C.           |
| 2017  | Cork City W.F.C.          | 1 - 0         | University College Dublin Waves |
| 2018  | Wexford Youths W.F.C.     | 1 - 0         | Peamount United F.C.            |
| 2019  | Wexford Youths W.F.C.     | 3 - 2         | Peamount United F.C.            |
| 2020  | Peamount United F.C.      | 3 - 2         | Cork City W.F.C.                |